# Paratropis esmeraldas
Espèce
Paratropis esmeraldas est une espèce d'araignées mygalomorphes de la famille des Paratropididae.

## Distribution
Cette espèce est endémique de la province d'Esmeraldas en Équateur,. Elle se rencontre vers Muisne.

## Description
La femelle holotype mesure 17,74 mm et le mâle paratype 10,68 mm.

## Systématique et taxinomie
Cette espèce a été décrite par Dupérré et Tapia en 2024.

## Étymologie
Son nom d'espèce lui a été donné en référence au lieu de sa découverte, la province d'Esmeraldas.

## Publication originale
- Dupérré & Tapia, 2024 : « Seven new species of the enigmatic spider genus Paratropis Simon, 1889 (Mygalomorphae, Paratropididae) from Ecuador. » Zootaxa, no 5519(4), p. 451-486.